# Salmson 2
Сальмсон 2 A.2 (фр. Salmson 2 A.2, часто скорочують до Salmson 2) — французький двомісний розвідувальний біплан, побудований компанією Salmson для потреб Французької армії. Разом з Breguet 14 він став основним розвідувальним літаком Франції в кінці Першої світової війни — становив третину всього розвідувального авіапарку. Також використовувався для бойових вильотів авіаційними загонами Американських експедиційних сил.

## Історія
Компанія Salmson виготовляла Sopwith 1½ Strutter за ліцензією для потреб французької армії, тому коли постала потреба в створенні кращого розвідувального літака для заміни останнього, вони запропонували свій дизайн. Salmson 2 був звичним біпланом з чотирисекційним крилом і радіальним двигуном Salmson 9Z власного виробництва. Два члени екіпажу мали окремо розміщені кабіни, що дещо ускладнювало спілкування між членами екіпажу, але в цілому літак мав тільки незначні недоліки. Після завершення випробувань, 29 квітня 1917 року компанія отримала замовлення і в жовтні перші серійні літаки надійшли на озброєння. Загалом у Франції побудували більш як 3200 Salmson 2, 2200 на заводах компанії Salmson, а решта на заводах Latécoère, Hanriot та Desfontaines.

### В Японській Імперії

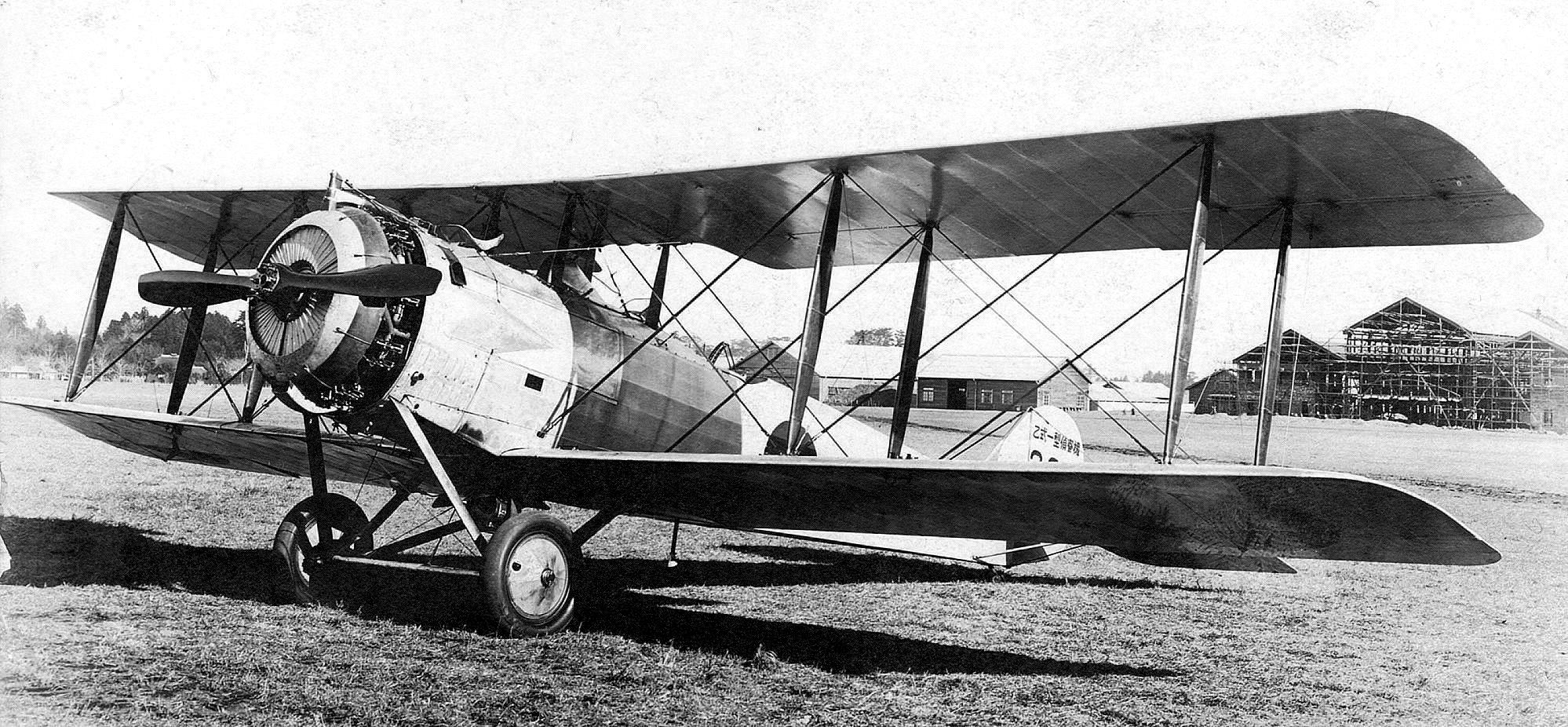
Японський «Оцу-1»

Французька військова місія до Японії в січні 1919 року привезла з собою декілька Salmson 2 для демонстрації та навчання пілотів. Гарні характеристики літака і двигуна зацікавили японську армію і вони почали шукати варіанти отримання цих літаків. Президент суднобудівної компанії Kawasaki, яка саме розширювалась в сторону авіабудування, Коджіро Мацуґата дізнавшись про це вирушив до Франції де викупив ліцензію на виробництво Salmson 2 A.2, а також два готові літаки, які прибули в серпні 1919 року.
Водночас армія намагалась почати власне виробництво, але мала тільки ліцензію на виробництво двигунів Salmson 9. Не зважаючи на це виробництво цілих літаків було почате на мануфактурі в Токородзаві назвавши процес «ремонтом». Компанія Salmson висловила протест через неліцензійне виробництво, але за посередництва голови авіаційного підрозділу Kawasaki, Томокічі Такезакі, скандал було владнано і японська армія теж отримала права на виробництво літаків. Через відсутність досвіду в авіабудуванні перші японські «Сальмсони» були побудовані саме на армійській мануфактурі в кінці 1920 року і в грудні 1921 року прийняті на озброєння під назвою «Розвідувальний літак тип Оцу-1» (яп. 乙式一型偵察機, Оцу-шікі Іцу-Ґата Тейсацу кі).
Компанія Kawasaki на початку мали значні проблеми в налагодженні виробництва, і навіть після навчання в Франції шести інженерів, перший літак був виготовлений з запчастин створених армійською мануфактурою в листопаді 1922 року. Проте того ж місяця був завершений перший «Оцу-1» повністю створений на фабриці компанії. Після перевірки відповідності вимогам, армія замовила перших 45 літаків, а до серпня 1927 року Kawasaki загалом виготовили 300 літаків.
«Оцу-1» повністю відповідали французькому оригіналу, перша партія навіть мала імпортовані двигуни, за винятком незначних змін до облаштування кабіни та капоту двигуна. Армія експериментувала зі своїми літаками випробовуючи різні типи озброєння, а також створивши навчальний варіант з подвійним керуванням. В травні 1923 року Кавасакі відклали два «Оцу-1» для створення модифікації з двигуном Salmson AZ-9 потужністю 300 к.с. і новим радіатором, а також багатьма вдосконаленнями які були впроваджені на Salmson 7 A.2, екземпляр якого компанія імпортувала з Франції. Попередні розрахунки передбачали покращення льотних характеристик, але через проблеми з двигуном Salmson AZ-9 дальше прототипів вдосконалена версія не пішла.
Точна кількість виготовлених японських літаків невідома: 300 літаків було виготовлено на заводах Kawasaki, і приблизно таку ж кількість виготовила японська армія на арсеналі в Токородзаві.

## Модифікації
- Salmson 2 A.2 — стандартна модель.
- Salmson 2 E.2 — навчальний варіант з подвійним керуванням.
- Salmson 4 Ab.2 — посилений бронею варіант для використання в ролі штурмовика. Виробництво було обмежене і припинена з закінченням війни.
- Salmson 5 A.2 — модифікація для наведення артилерії, один прототип.
- Salmson 7 A.2 — покращений варіант зі зміненою меншою кабіною, мав замінити стандартну модель і випускатись серійно, але з закінченням війни не виготовлявся.
- Salmson Limousine — перероблені Salmson 2 для цивільного використання з закритою кабіною.
- Salmson 2 Berline — перероблені Salmson 2 для цивільного використання з відкритою кабіною.
- Розвідувальний літак тип Оцу-1 (乙-1) — японський варіант побудований за ліцензією компанією Kawasaki.

## Історія використання
В Першу світову війну Salmson 2 використовувався французькою та американською армією, яка викупила 700 літаків. Після війни Salmson 2 також став першим літаком який використовувався поштовою компанією Aéropostale.
Літаки Salmson 2 також купляли Чехословаччина і Польща. Останні були замінені в 1920 році на Bristol F.2B, а чехословацькі прослужили до 1924 року.

### В Японській імперії

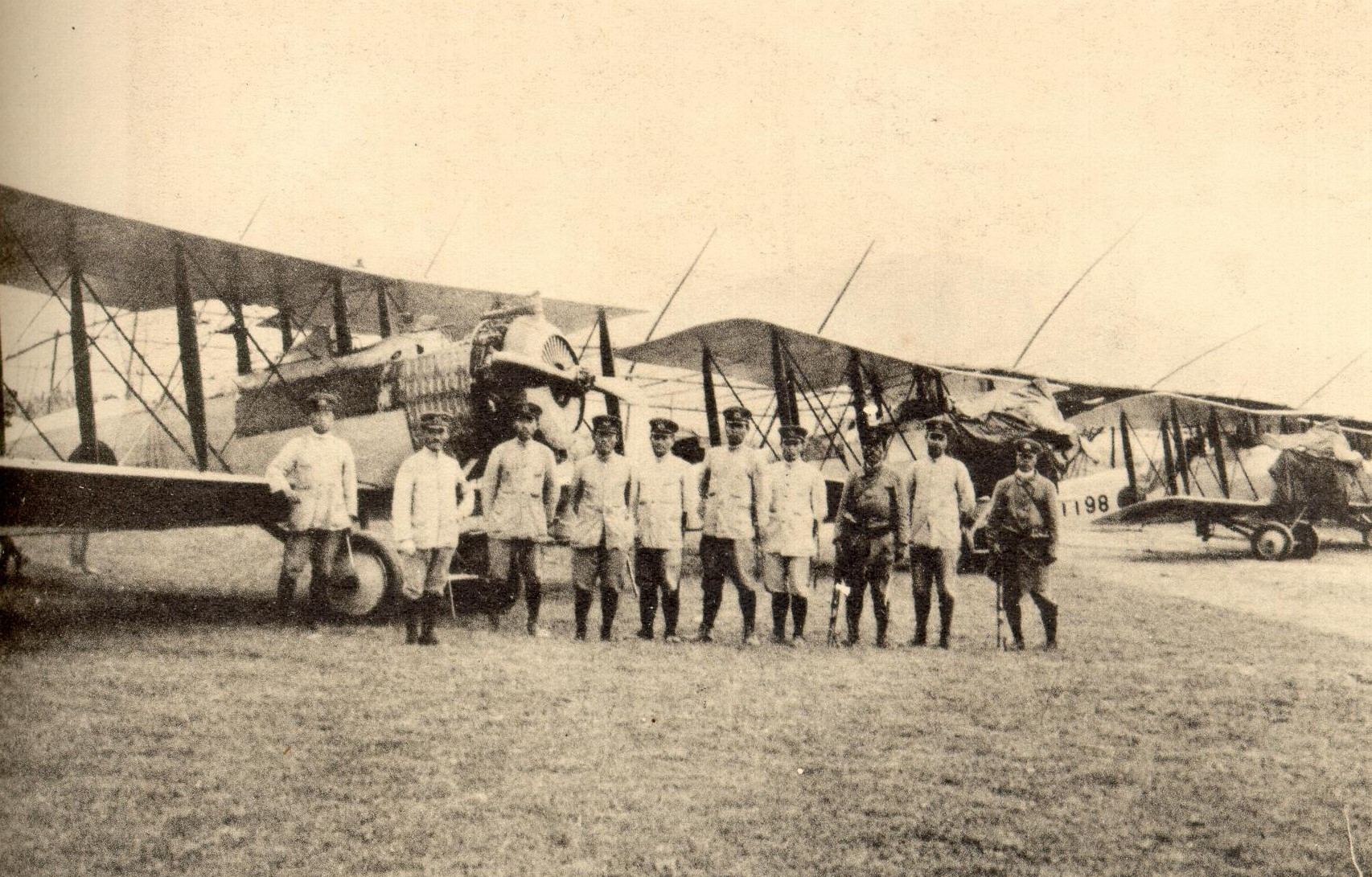
8-ий авіазагін Імперської армії Японії на Тайвані під час повстання Муші. 1930 рік.

«Оцу-1», початково прийнятий на озброєння як розвідувальний, швидко отримав другорядну роль легкого бомбардувальника. Перші бойові вильоти відбулись в жовтні 1922 року на завершальних етапах японської інтервенції в Сибір. Пізніше «Оцу-1» використовувався під час захоплення Японією Маньчжурії і Шанхайського інциденту. Окрім розвідки та бомбардування вони використовувались, як літаки зв'язку, транспортні та скидання припасів. «Оцу-1» знаходились на озброєнні армії аж до 1933 року, після чого продовжували використовуватись цивільними операторами.

## Оператори
Франція
- Повітряні сили Франції

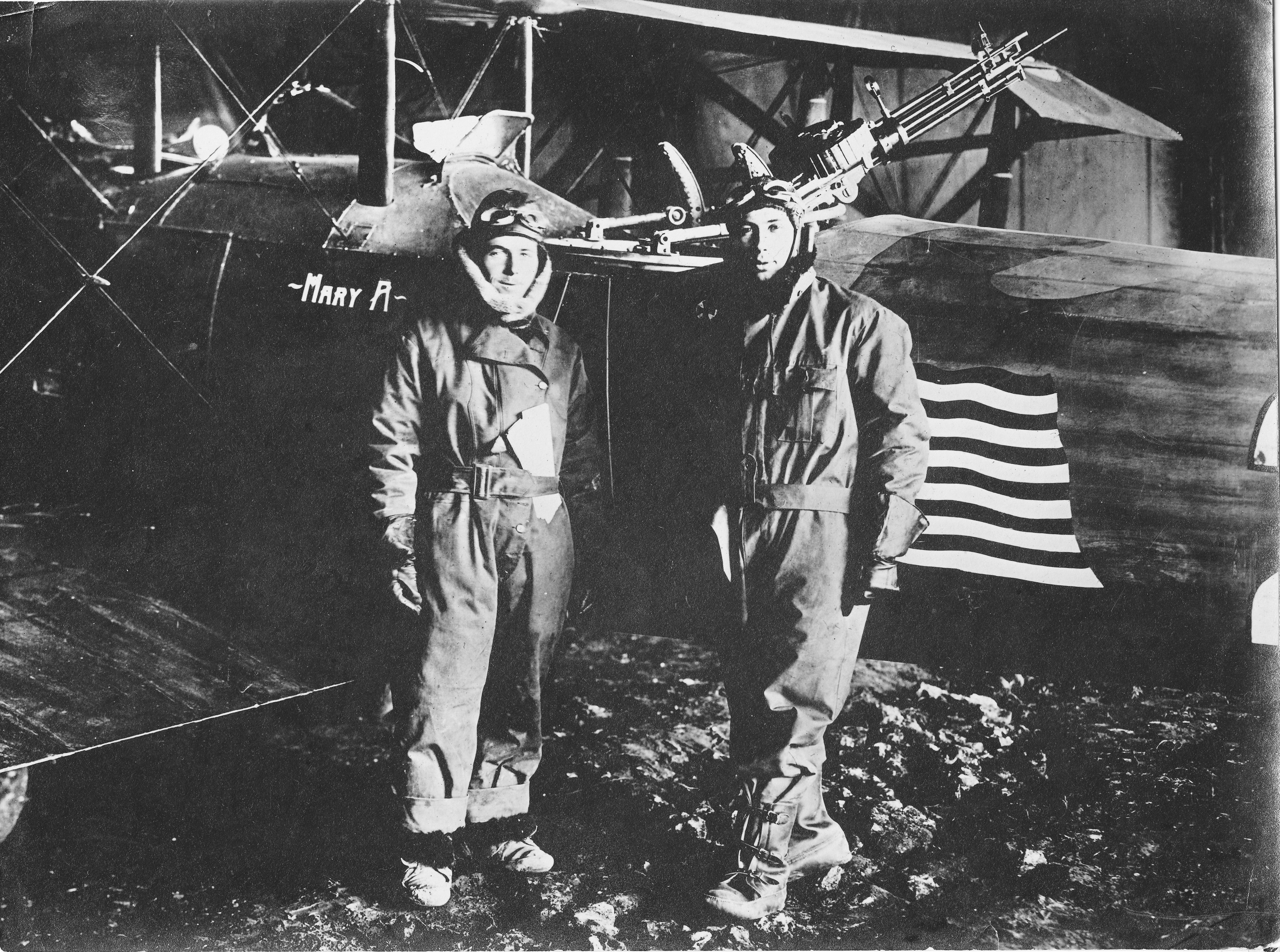
Salmson 2 1-ї ескадрильї Американських експедеційних сил з власною назвою «Мері А» (Mary A.). 1918 рік.

- Військово-морські сили Франції[3]

 США
- Американські експедиційні сили

 Бельгія
- Повітряні сили Бельгії — тільки один літак

 Чехословаччина
- Повітряні сили Чехословаччини

 Японія
- Імперська армія Японії

 Перу
- Повітряні сили Перу — тільки один літак

 Польща
- Повітряні сили Польщі

 Іспанія
- Повітряні сили Іспанії — тільки один літак

 СРСР
- Військово-повітряні сили СРСР

## Збережені екземпляри
- Salmson 2/«Оцу-1» в Музеї авіації в Какаміґахарі, Японія. (репліка)
- Salmson 2 в L'Envol des Pionniers (Музей піонерів авіації), Тулуза, Франція (репліка)

|                              |
| Музеї авіації в Какаміґахарі |

|                        |
| Музей піонерів авіації |

## Тактико-технічні характеристики

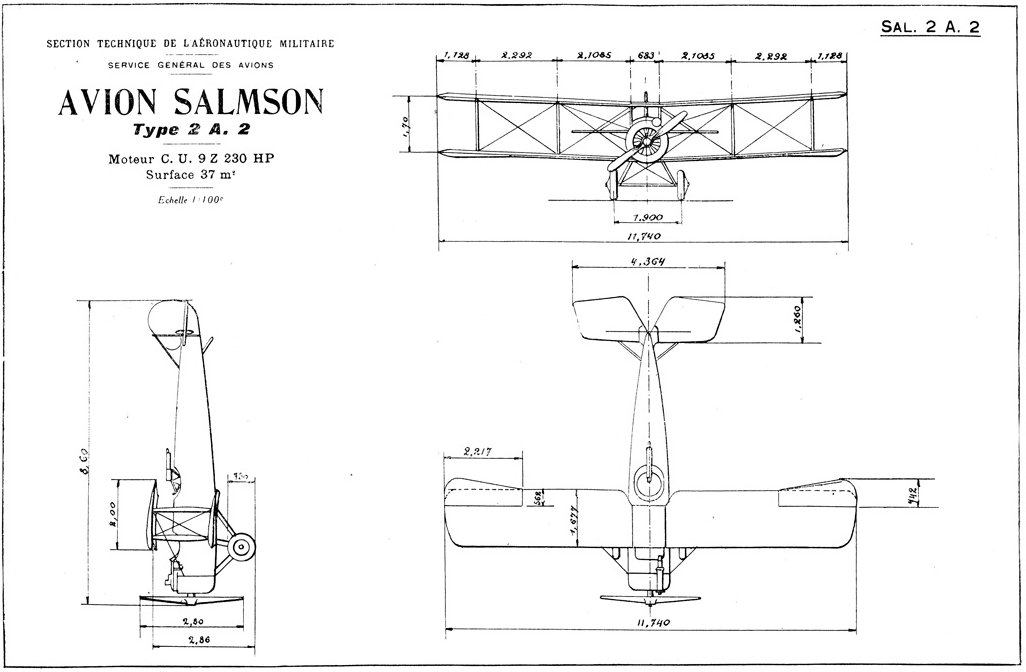

Дані з French Aircraft of the First World War.

### Технічні характеристики
- Екіпаж: 2 особи
- Довжина: 8.5 м
- Висота: 2.9 м
- Розмах крил: 11.75 м
- Площа крил: 37.27 м²
- Маса пустого: 780 кг
- Маса спорядженого: 1290 кг
- Двигун:9-циліндровий радіальний двигун Salmson 9Za водного охолодження
- Потужність: 231 к. с. (172 кВт)

### Льотні характеристики
- Максимальна швидкість: 188 км/год (на рівні моря)
- Максимальна висота польоту: 6250 метрів
- Дальність польоту: 500 км
- Час підйому на висоту 2000 м.: 7 хвилин 13 секунд[5]

### Озброєння
- Стрілецьке:
  - 1 × 7.7 мм курсовий кулемет Vickers
  - 2 × 7.7 мм кулемети Льюїса в кабіні стрільця